# Yanaon
Yanaon ou Yanam, (en télougou : యానాం ; en hindi : यानम)  est une ville et un district du territoire de Pondichéry, ancien établissement français de l'Inde, d'une superficie de 30 km2, enclavé dans l'État de l'Andhra Pradesh, autrefois entouré par le district du Godavari oriental (Yanaon est désormais coincé entre les districts de Konaseema et de Kakinada). Sa population s'élève à 55 626 habitants en 2011.
On y parle le télougou.

## Géographie
Le district se trouve à 16° 42' de latitude nord et 82° 11' de longitude est. Les températures sont comprises entre 27 °C et 45 °C en été et 17 °C et 28 °C en hiver, avec un taux d'humidité variant entre 68 % et 80 % durant la saison chaude. Il ne comporte ni reliefs, ni forêts.
La ville de Yanaon est située à la diffluence de la Godâvarî et de son défluent la Koringa, à 9 km de la mer. Située sur le delta du fleuve, elle est une partie des Circars septentrionaux, ou simplement Circars, une région côtière sur le golfe du Bengale, entre les actuels Andhra Pradesh et Odisha.
La juridiction de Yanaon s'étend également sur huit villages : Agraharam, Darialtippa, Farampeta, Guerempeta, Jambavanpeta, Kanakalapeta, Kurasampeta et Mettakur.

## Économie
La population vit principalement de la culture de la noix de coco et du riz ainsi que de la pêche. L'industrie se développe grâce à un régime de taxe particulièrement avantageux.

## Histoire
Du XVIIIe au XXe siècle Yanaon fut sous les dominations néerlandaise, britannique et surtout française.

### Colonie néerlandaise
Les Néerlandais furent les premiers Européens à s'installer dans la région. Ils y construisirent un fort que les habitants appelèrent « sâli kôta » car après leur départ les tisserands (saalivandru en télougou) y confectionnaient des vêtements.
Les Hollandais quittèrent Yanaon avant 1725.

### Premières années de la colonisation française
Fondée en 1723, Yanaon fut la 3e colonie française en Inde. Le Jardin Botanique de Yanaon du médecin-colonel Alfred-Alphonse-Léon Bigot mentionne que les Français y installèrent un entrepôt en 1723, la Compagnie française des Indes orientales y établissant un comptoir en son nom. Les affaires déclinant et les opérations commerciales n'ayant pas produit les résultats désirés, Yanaon fut abandonnée dès 1727.

### Ère de Bussy et Dupleix
La ville fut reprise par Dupleix en 1731 lors du gouvernorat de Pierre-Benoît Dumas. Cette même année, à Machilipatnam, le nawab Haji Hassan Khan autorisa Fouquet, chef de la Compagnie à Yanaon, à y établir une loge, puis en 1735 le nawab Roustoum Khan autorisa les Français à y commercer. Mais Yanaon ne fut complètement rétablie qu'en 1742 pendant le règne de l'empereur moghol Muhammad Shah.
Le loyer annuel fut supprimé en 1743. Mir Muhammed Ali Khan Walajah, nawab d'Arcot, accorda aux Français tous les droits sur les terres situées devant les quartiers de la ville en 1747. Cette souveraineté fut confirmée par Muhyi ad-Din Muzaffar Jang Hidayat, nizam de Hyderabad (1750-1751) le 31 décembre 1750.
En 1742 Dupleix obtint le poste de gouverneur général de tous les Établissements français de l'Inde. Il ambitionnait d'acquérir pour la France de vastes territoires en Inde. Pour ce faire il profita de l'anarchie causée par la dissolution de l'empire moghol, mena des campagnes militaires et noua des alliances avec les souverains locaux souvent rivaux.

#### Inam de Bussy
Le marquis de Bussy, brillant général, appliqua la stratégie de Dupleix dans la région de Yanaon. Les motifs politiques éclipsant le désir de gain commercial et les souverains indiens se révélant incapables d'assurer la protection des Européens, toutes les factoreries furent fortifiées dans un but défensif. Parfois la situation s'inversa au point que ce furent les troupes françaises qui défendirent les princes indiens.
C'est ainsi que Asaf ad-Dawla Mir Ali Salabat Jang, redevable de son élévation au trône de subedar du Deccan au marquis de Bussy, lui accorda à titre personnel le district de Kondavid (actuelle Guntur), puis en 1753, il lui concéda les circonscriptions fiscales de Chicacole (Srikakulam), Ellore (Eluru), Rajahmundry et Mustafanagar (Kondapalli) qui forment une longue bande côtière de part et d'autre de Yanaon, les Sarkars du nord (Circars septentrionaux). L'empereur moghol, confirma toutes ces concessions.
Avec un revenu annuel de 200 000 roupies pour l'entretien des troupes françaises dans la province et les sommes versées en reconnaissance de l'aide apportée par ces sarkars, on atteignait jusqu'à 1 million de roupies par an.
Lors de l'occupation des Sarkars du nord par les Français, Yanaon acquit une importance considérable. On y produisait la majeure partie du sel que les Français importaient au Bengale. C'était aussi un centre important pour la production d'articles de coton et tout particulièrement le conjon, cotonade très fine. Yanaon fournissait une part notable des cargaisons des bateaux français rentrant des Indes. Les sujets français étaient bien trop occupés par leurs profitables affaires pour manifester quelque intérêt pour les questions politiques et administratives, entièrement dévolues au Commandant de la place. Quant aux Indiens, ils ne souhaitaient rien d'autre que d'être laissés en paix pour mener à bien leurs activités commerciales.

#### Origine du nom
En 1750 le marquis de Bussy stationnait avec tout son bataillon près de Hyderabad où beaucoup de soldats moururent de maladie (Masuchi). Le roi Pusapati Peda Vijayaramaraju de Vizianagaram l'aida à surmonter ses difficultés financières et reconstitua son bataillon. En 1756, Bussy lui rendit visite à Rajahmundry. On dit que Vijayaramaraju offrit un accueil chaleureux à Bussy en allant au-devant de lui. Le 23 janvier 1757 la rivalité entre le maharaja de Bobbili et le Raja de Vizianagaram provoqua un conflit au cours duquel le marquis de Bussy apporta son concours à Vijayaramaraju. Le fort de Bobbili fut entièrement détruit et de nombreux soldats y furent tués. Vijayaramaraju offrit Yanaon au marquis de Bussy en reconnaissance de son aide.
Toutes ces concessions étaient faites sous forme de donations et, au cours du temps, « Inam » (cadeau) a été modifié en Yanaon par les Français.
On croit que Bussy habita la rue de Yanaon qui porte encore son nom aujourd'hui. Yanaon est surnommée Inam de Bussy (le cadeau de Bussy).

### Trois occupations britanniques entre 1758 et 1816
Incompris des actionnaires de la Compagnie plus soucieux de leurs intérêts immédiats que de conquêtes et abandonné par le Roi, Dupleix ne put conserver les territoires acquis. Il fut rappelé en France en 1754, sa politique fut abandonnée et ses efforts ruinés. Les Français n'ayant plus les moyens de résister aux Britanniques en Inde, les comptoirs passèrent aux mains des deux puissances occidentales au gré des guerres et des traités signés en Europe.
Les Français furent vaincus par les Anglais à Chandurthi en 1758. Salabat Jang signa un traité avec les Britanniques par lequel il leur accordait les Sarkars du nord. Cette cession fut  confirmée en 1765 à Lord Robert Clive, Chef et Conseiller britannique à Vizagapatam, par l'empereur moghol Shah Alam.
Bien que lui restituant ses cinq comptoirs, le traité de Paris de 1763, entérinait la fin de la suprématie de la France en Inde du Sud.
Un document daté du 15 mai 1765 stipule que les villages de Yanaon et Kapulapalem ainsi que d'autres terres ont été remis au délégué de Jean Law de Lauriston, Gouverneur général de Pondichéry, pour en prendre possession. Ce document mentionne que la France est exemptée de toute taxe d'exportation et d'importation à Yanaon et dans les territoires qui en dépendent. Peu après avoir pris possession de ces terres, les Français obtinrent la liberté pleine et entière de commercer à Yanaon et le nawab Mir Nizam Ali Khan Bahadur (Asaf Jah II) demanda au zamindar du sarkar Mustafanagar ne pas gêner le commerce des Français. Ceux-ci disposaient d'un modeste bâtiment situé sur les rives de la Koringa dans laquelle de petits vaisseaux pouvaient entrer.

#### La dispute du marché
Des documents de 1765 font la lumière sur les circonstances d'une dispute au sujet du marché de Yanaon.
Un marché hebdomadaire s'y tenait traditionnellement tous les mardis (il s'y tient encore actuellement). Les gens avaient l'habitude de s'y rendre pour acheter les denrées qui leur étaient nécessaires pour la semaine. Neelapalli, un village sous contrôle britannique distant de 3 km, tenait également un marché le mardi. Il y avait donc conflit d'intérêts. Après une correspondance prolongée avec les autorités anglaises de Madras, les autorités françaises de Yanaon obtinrent de changer le jour du marché de Neelapalli du mardi au samedi. Ainsi Yanaon triompha-t-elle de son voisin, Neelapalli.

#### Mémoire sur quelques affaires de l’empire Mogolde Lauriston
Dépourvue d'assise territoriale, Yanaon n'eut plus de rôle politique mais le commerce se maintint à un bon niveau. Jean Law de Lauriston, Gouverneur de Pondichéry (1765-1766), déclarait dans son Mémoire de 1767 que « c'est à Yanaon que nous achetons nos meilleur 'guiness' (beau tissu). Il est possible d'y tenir un commerce qui rapporte plus d'un million de livres par an dans une conjoncture plus favorable que celle que nous connaissons actuellement, mais en payant d'avance, ce que nous n'avons jamais été en position de faire. Nous nous y procurâmes du teck, de l'huile, du riz et autres grains tant pour les hommes que pour les animaux. Port de commerce, Yanaon jouissait d'une autre importance de par les avantages que peuvent produire, en temps de guerre, une alliance que nous, Français, pûmes conclure avec des Rajas qui, tôt ou tard, ne manquèrent pas d'être mécontents des Anglais. Bien que les Anglais exerçassent un contrôle efficace sur les sarkars, Yanaon permit aux Français d'entretenir des relations secrètes avec des chefs locaux. Yanaon avait quelque importance commerciale ».
De 1778 à 1783, Pondichéry fut sous occupation britannique.
Yanaon fut de nouveau restituée aux Français en 1785. Monsieur Mallhendre en prit possession et Monsieur Bluter lui succéda. Il leur fut recommandé de favoriser les affaires de la Compagnie française des Indes orientales et de protéger les intérêts de certains marchands.

#### Pendant la Révolution française
La Révolution française eut des effets contrastés dans les Comptoirs français.
Succédant à Bluter, Monsieur Pierre Sonnerat (1748–1814) pris le commandement de Yanaon en 1790 et l'administra pendant la Révolution française. Naturaliste érudit, il écrivit un ouvrage en 3 volumes Voyage aux Indes orientales et à la Chine, fait depuis 1774 jusqu'à 1781 (1782). Il appréciait la musique et la langue télougou.
À Yanaon, le commerce était florissant et Monsieur Sonnerat écrivait « C'est la plus belle place de l'Inde[...], c'est là que se font toutes les toiles ; il n'y a pas de doute qu'avec de la conduite, de l'honneur et du travail je n'acquière un bien-être en 4 ou 5 ans ». Sonnerat s'engagea donc dans les affaires, mais son activité commerciale eut de sérieuses répercussions sur son administration. Des requêtes furent faites contre lui auprès du Chevalier de Fresne, Gouverneur de Pondichéry. La première fut déposée le 5 juin 1790 par Monsieur de Mars. Alors que Pondichéry, sous l'influence de la Révolution française avait déjà formé son premier Comité représentatif, ni le Gouverneur, ni le Comité ne donnèrent suite à l'action de M. de Mars. D'où le désintérêt des citoyens de Yanaon pour les affaires de Pondichéry.
Les Français perdirent de nouveau le contrôle de Yanaon au bénéfice des Britanniques de 1793 à 1816. Yanaon tombait aux mains des Anglais pour la troisième fois. La troisième occupation britannique est également appelée Dernière occupation britannique.
Après les guerres napoléoniennes, grâce au Traité de Paris (1814), Yanaon ainsi que la factorerie de Machilipatnam, furent restituées à la France le 26 septembre 1816. De cette date jusqu'à sa restitution à la République indienne, elle demeura sous contrôle français. Le retour effectif des Français sera en avril 1817.

### Administration locale: 1840-1954
À partir de 1840 les Établissements français en Inde furent directement administrés par l'État français et différents décrets les organisèrent : 
- 1840 : Institution d'un Gouvernement colonial
- 1871 : Attribution d'un député à la Chambre des députés
- 1872 : Mise en place d'un Conseil local élu
- 1878 : Attribution d'un sénateur
- 1946 : Statut de Territoire d'outre-mer avec Assemblée représentative

Parallèlement se mit en place une administration municipale à partir de 1880. Le Conseil municipal de Yanaon se composait de 12 membres. Voir Administration municipale en Inde française.

### Cession de Yanaon
Bien que l'Inde ait accédé à l'indépendance en 1947, Yanaon est restée sous le contrôle de la France jusqu'en 1954.
Alors que des pourparlers se tenaient entre le gouvernement français et les autorités indiennes, dans une Yanaon majoritairement pro-française, le maire, son adjoint et des indépendantistes menés par Dadala Rafael Ramanayya prirent le contrôle des administrations et formèrent un gouvernement provisoire qui proclama le rattachement du territoire à l'Union indienne. Cet épisode est connu sous le nom de Coup d'État de Yanaon. Le rattachement de fait eut lieu le 13 juin 1954, suivi le 28 mai 1956 du traité de cession que le Parlement français ne ratifia qu'en 1962. Yanaon intégra alors le Territoire de Pondichéry avec Karikal et Mahé. Le gouvernement français proposa aux habitants de Yanaon qui le souhaitaient d'opter pour la nationalité française, ce que firent environ 10 000 personnes. Par ailleurs le traité stipule que « Le français restera la langue officielle des Établissements aussi longtemps que les représentants élus de la population n'auront pas pris une décision différente ». Avant 1954, les Français de métropole étaient rares à Yanaon : le maximum fut atteint en 1941, où un administrateur Français fut envoyé avec sa femme et ses 3 enfants, soit 5 Français sur 10 Européens, le reste étant constitué de 2 Britanniques et 3 Portugais (le curé de l'église catholique de Yanaon et 2 religieuses catholiques).

## Lieux et monuments
Le temple Alivelu Manga Sametha Shri Venkateswara, construit au XVe siècle, était renommé pendant la période coloniale car on y célébrait des mariages d'enfants. Les familles des régions alentour s'y rendaient en nombre, et on a parfois dénombré plus d'un millier de mariages en une seule journée.
Les fêtes de Venkanna Ratham se déroulent en mars. Consacrées à Venkanna Babu (Venkateshvara de Tirumala ou Tirupati, Vishnou), elles attirent des milliers de fidèles.
Réminiscence de la période coloniale, l'église catholique fut érigée en 1846 par des missionnaires français.

## Personnalités liées à la ville

### Écrivains
Le poète le plus important ayant vécu à Yanaon est Chellapilla Vincata Kavi (1870-1950), l'un des membres du célèbre tandem littéraire Tirupati Venkata Kavulu. On peut encore citer des poètes tels que Villa Reddi Naidou, V.Vincataswami Naidou et Samatam Krishnayya. Ce dernier était également un homme politique pro-français et il fut tué lors du Coup d'État de Yanaon.

### Hommes politiques
Bezawada Bapa Naidou fut l'un des premiers maires de Yanaon. Son assassinat à Pondichéry reste mystérieux. Bouloussou Soubramanion Sastroulou (1866-1941) fut l'un de ses fidèles adjoints. Modeste et sincère, il jouissait d'une grande estime.
Son adversaire politique, Kamichetty Venougopala Rao Naidou, était appelé Le grand vieil homme de Yanaon. Il fut également maire de 1931 à 1951 et sa famille domina la vie politique locale pendant 50 ans. Sa belle fille, Kamichetty Savithiry et son petit-fils, Kamichetty Sri Parassourama Varaprassada Rao, furent députés de Yanaon.
Dadala Rafael Ramanayya (1908-1991) fut l'un des personnages clefs de l'indépendance de Yanaon. D'origine modeste, il s'engagea dans la police avant de militer pour le rattachement du territoire à l'Union indienne. Celui-ci obtenu, il retourna à ses fonctions de policier.